# Kylie Christmas
| Оценки критиков | Оценки критиков |
| Источник        | Оценка          |
| --------------- | --------------- |
| Allmusic        | [ 1 ]           |
| Herald Sun      | [ 2 ]           |
| The Independent | [ 3 ]           |
| Irish Times     | [ 4 ]           |
| News.com.au     | [ 5 ]           |
| Slant Magazine  | [ 6 ]           |

Kylie Christmas — тринадцатый студийный и первый рождественский альбом австралийской певицы Кайли Миноуг, выпущенный 13 ноября 2015 года на лейбле Parlophone.

## История создания и музыкальный стиль
Kylie Christmas — первый рождественский альбом Кайли Миноуг и её тринадцатая студийная работа в целом. Ещё до релиза пластинки певица успела выпустить несколько рождественских песен и мини-альбомов: так, в 2000 году Миноуг записала композицию «Santa Baby», которая вошла в сингл «Please Stay»; в 2010 году вышла кавер-версия «Let It Snow», а также два мини-альбома — A Kylie Christmas и A Christmas Gift. В интервью интернет-порталу Idolator певица рассказала, что давно задумывалась о записи рождественского альбома. По словам Миноуг, эту идею поддержали её друзья, с которыми она отмечала Рождество в Лос-Анджелесе в 2014 году. Пластинка записывалась на студиях Angel Recording Studios и Sarm Music Village. В альбом вошли как классические рождественские песни, так и оригинальные композиции.

## Выпуск
Альбом был выпущен 13 ноября 2015 года в качестве CD и DVD, в то время как ограниченное издание винил выйдет 27 ноября 2015 года. Делюкс альбом содержит шестнадцать песен, в то время как стандартный альбом и винил издание содержит тринадцать треков.

## Список композиций
| №   | Название                                              | Автор(ы)                                      | Длительность |
| --- | ----------------------------------------------------- | --------------------------------------------- | ------------ |
| 1.  | «It's the Most Wonderful Time of the Year»            | Эдвард Пола, Джордж Уайли                     | 2:44         |
| 2.  | «Santa Claus Is Coming to Town» (feat. Frank Sinatra) | Джон Фредерик Кутс, Хейвен Гиллеспи           | 2:15         |
| 3.  | «Winter Wonderland»                                   | Феликс Бернард, Ричард Б. Смит                | 1:53         |
| 4.  | «Christmas Wrapping» (feat. Iggy Pop)                 | Крис Батлер                                   | 5:05         |
| 5.  | «Only You» (feat. James Corden)                       | Винс Кларк                                    | 3:05         |
| 6.  | «I'm Gonna Be Warm This Winter»                       | Хэнк Хантер, Марк Баркан                      | 2:29         |
| 7.  | «Every Day's Like Christmas»                          | Миккел Эриксен, Тора Хермансен, Крис Мартин   | 4:12         |
| 8.  | «Let It Snow»                                         | Сэмми Кан, Жюль Стайн                         | 1:56         |
| 9.  | «White December»                                      | Кайли Миноуг, Карен Пул, Мэтт Прайм           | 3:07         |
| 10. | «2000 Miles»                                          | Крисси Хайнд                                  | 3:34         |
| 11. | «Santa Baby»                                          | Джоан Джэвитс, Филипп Спрингер, Тони Спрингер | 3:22         |
| 12. | «Christmas Isn't Christmas 'Til You Get Here»         | Миноуг, Пул, Стив Андерсон                    | 3:03         |
| 13. | «Have Yourself a Merry Little Christmas»              | Хью Мартин, Ральф Блейн                       | 3:22         |

| №   | Название                             | Автор(ы)                                   | Продюсер                 | Длительность |
| --- | ------------------------------------ | ------------------------------------------ | ------------------------ | ------------ |
| 14. | «Oh Santa»                           | Миноуг, Эш Хоус, Ричард Станнард, Андерсон | Хоус, Станнард, Андерсон | 2:38         |
| 15. | «100 Degrees» (feat. Dannii Minogue) | Миноуг, Хоус, Станнард, Андерсон           | Хоус, Станнард, Андерсон | 4:31         |
| 16. | «Cried Out Christmas»                | Хоус, Пул, Прайм                           | Прайм                    | 3:44         |

## Чарты
| Чарт (2015)                      | Место |
| -------------------------------- | ----- |
| Австралия (ARIA Charts)          | 7     |
| Австрия (Ö3 Austria Top 40)      | 46    |
| Бельгия (Ultratop Фландрия)      | 23    |
| Бельгия (Ultratop Валлония)      | 53    |
| Чешская республика (ČNS IFPI)    | 18    |
| Нидерланды (MegaCharts)          | 41    |
| Франция (SNEP)                   | 76    |
| Греция (IFPI Greece)             | 34    |
| Венгрия (Mahasz)                 | 8     |
| Ирландия (IRMA)                  | 14    |
| Испания (PROMUSICAE)             | 31    |
| Италия (FIMI)                    | 14    |
| Япония (Oricon)                  | 171   |
| Южная Корея (GAON)               | 71    |
| Швейцария (Schweizer Hitparade)  | 51    |
| Швеция (Sverigetopplistan)       | 39    |
| Великобритания (UK Albums Chart) | 12    |
| США (Billboard 200)              | 184   |

## История выпуска
| Страна  | Дата           | Формат                           | Лейблы                                 |
| ------- | -------------- | -------------------------------- | -------------------------------------- |
| Мировой | 13 ноября 2015 | CD, CD+DVD, цифровая дистрибуция | Parlophone, Warner Bros., Warner Music |
| Мировой | 27 ноября 2015 | Винил                            | Parlophone, Warner Bros., Warner Music |